# Grobowiec w Gonbad-e Kawus
Grobowiec w Gonbad-e Kawus – grobowiec w kształcie wieży wpisany w 2012 roku na listę światowego dziedzictwa UNESCO. Znajduje się w północno-wschodnim Iranie, w pobliżu ruin starożytnego miasta Dżordżan.
Grobowiec ma 53 m wysokości. Został zbudowany w 1006 roku dla Ghabusa ibn Woszmgira, władcy z dynastii Zijarydów. Wieża jest jedynym pozostałym dowodem na istnienie starożytnego miasta Dżordżan, dawnego centrum sztuki i nauki, które zostało zniszczone podczas najazdów Mongołów w XIV i XV wieku. Jest szczególnym i innowacyjnym na ówczesne czasy przykładem islamskiej architektury, który wpłynął na budownictwo sakralne w Iranie, Anatolii oraz Azji Środkowej. Wieża została zbudowana z nieszkliwionych wypalanych cegieł w formie skomplikowanych form geometrycznych, które mają kształt zwężającego się cylindra o średnicy 17–15,5 m. Pokryta jest ceglanym dachem w formie stożka. Budowla ta jest dowodem rozwoju matematyki i nauki w świecie muzułmańskim na przełomie pierwszego i drugiego tysiąclecia naszej ery. Na wieży znajdują się dwa napisy zapisane pismem kufickim upamiętniające władcę Ghabusa ibn Woszmgira, który ufundował tę budowlę. 
Grobowiec dzięki swojemu położeniu na nizinach jest widoczny z dużej odległości. Obecnie wieża dominuje nad miastem Gonbad-e Kawus, które powstało na początku XX wieku. 
Wieża od 1930 roku jest chroniona zgodnie z ustawą o Ochronie Dziedzictwa Narodowego. W 1975 roku budowla została wpisana na listę zabytków Iranu krajowych pod numerem 1097. Przepisy dotyczące tej budowli przewidują, że wszelkie działania bez zezwolenia są zabronione i szkodliwe. Wszystkie prace restauracyjne czy badania archeologiczne muszą zostać zatwierdzone przez Irańskie Dziedzictwo Kulturowe, Rzemieślnicze i Organizacji Turystyki (ICHHTO). Grobowiec i jego okolice są wspólnie zarządzane przez ICHHTO oraz miasto Gonbad-e Kawus.